# Escuela regional de Bellas Artes de Angers
La Escuela regional de Bellas Artes de Angers o Escuela superior de Bellas Artes de Angers , también conocida por las siglas ESBA, es un establecimiento de enseñanza de las artes situado en Angers, que acoge cada año en torno a 300 estudiantes para su formación en el arte contemporáneo y la creación visual, dirigidos por más de cuarenta profesores.

## Historia
La escuela fue fundada a mediados del siglo XVIII como academia Real. Tras la Revolución francesa, se transformó en escuela municipal.
En 1881 fue aprobada por el Ministerio de Educación francés de la época.
Después de la guerra, la escuela se trasladó a ambos lados de la calle Bressigny de Angers . El edificio principal (administración, sala de conferencias, biblioteca) se sitúa en el hotel Ollone, que data de 1790 , y adquirido en 1950 por el municipio de Angers. La rotonda visible en el patio, data en 1956 y fue diseñada por el arquitecto André Mornet. 47°27′59″N 0°32′55″E / 47.46639, 0.54861
Entre los estudiantes mantienen dos miembros activos que sin ellos la escuela no sería lo que es hoy.

## Diplomas
La Escuela de Angers entrega los siguientes diplomas para las tres opciones arte, diseño, y comunicación : 
- el Diploma nocional de artes plásticas (DNAP), en tres años,
- el Diploma nocional superior de expresión plástica (DNSEP), en cinco años.

## Asociaciones
La ESBA participa en numerosos intercambios internacionales , especialmente en el marco del programa Erasmus. Los acuerdos internacionales permiten a los estudiantes hacer viajes de estudio al extranjero para continuar sus estudios en la Universidad de Montreal , en Quebec , o de beneficiarse de intercambios con la asociación ELIA: Liga Europea de Institutos de las Artes , así como participar en los intercambios con el "Conservatoire des Arts et Métiers Multimédia" de Bamako ( hermanada con Angers) en Malí .
Otras asociaciones :
- Municipio de Saumur,
- el  Consejo de Arquitectura, Planeamiento y Medio Ambiente[3] (CAUE) de Maine-et-Loire, Francia
- el Centro Nacional de Danza Contemporánea[4] (CNDC), Francia
- le Chabada, una sala de conciertos de Angers
- le Quai, espacio cultural de la villa de Angers
- la universidad de Angers,
- el Nuevo Teatro de Angers[5]
- el Museo de Bellas Artes de Angers,
- el Fondos regionales de arte contemporáneo (FRAC)[6] de los Países del Loira.